# Коннелл, Горацио
Горацио Коннелл (англ. Horatio Connell; 15 марта 1876, Филадельфия — 16 ноября 1936) — американский певец (бас-баритон) и вокальный педагог.
Сын Горацио Пеннока Коннелла (1840—1927), шерифа округа Филадельфия и депутата Палаты представителей штата Пенсильвания, внук Джорджа Коннелла (1815—1871), сенатора штата Пенсильвания.
Учился в Филадельфии, затем в 1900—1904 гг. во Франкфурте-на-Майне у Юлиуса Штокхаузена. Далее до 1909 г. гастролировал по разным странам Европы, особенно в Англии.
С 1909 г. в США. Выступал как солист с оркестрами Нью-Йорка, Филадельфии и Миннеаполиса, участвовал в Вустерском музыкальном фестивале и других заметных событиях.
С 1916 г. возглавлял отделение вокала в Чотокском институте. Затем преподавал в Джульярдской школе. Автор сборника «Профессиональные голосовые упражнения» (англ. Master Vocal Exercises; 1927). В 1933 г. записал на пластинки пять уроков вокала.